# Cacospongia amorpha
Cacospongia amorpha är en svampdjursart som beskrevs av Poléjaeff 1884. Cacospongia amorpha ingår i släktet Cacospongia och familjen Thorectidae.
Artens utbredningsområde är havet utanför Brasilien. Inga underarter finns listade i Catalogue of Life.